# 貝鎮區 (密歇根州)
貝鎮區（英語：Bay Township）是位於美國密歇根州夏利華縣的一個行政鎮區。

## 地方資料
貝鎮區的面積為48.92平方千米，當中陸地面積為40.27平方千米，而水域面積為8.65平方千米。根據2020年美國人口普查的數據，當地共有人口1142人，而人口密度為每平方千米23.34人。